# Carpi FC 1909
Carpi FC 1909 is een Italiaanse voetbalclub uit Carpi, opgericht in 1909. Ze verzekerde zich in april 2015 voor het eerst in haar historie van promotie naar de Serie A. Het avontuur op het hoogste niveau duurde slechts één seizoen.
De club werd in 1909 als AC Carpi opgericht en pendelde tussen de Serie C en Serie D tot ze in 2000 failliet ging. Er werd direct een nieuwe club, Calcio Carpi, opgericht die in 2002 naar de Serie D promoveerde en daarna de huidige naam aannam. In 2011 promoveerde de club naar de Lega Pro Seconda Divisione. In 2013 promoveerde de club naar de Serie B.
Onder leiding van trainer-coach Fabrizio Castori verzekerde Capri zich op dinsdag 28 april 2015 voor het eerst in de geschiedenis van promotie naar de Serie A. De club speelde die dag met 0-0 gelijk tegen AS Bari. Ze was daardoor met nog vier speelronden te gaan zeker van minimaal de tweede plaats in de Serie B en daarmee directe promotie.
Andrea Lazzari maakte op 23 augustus 2015 het eerste Serie A-doelpunt in de clubhistorie van Carpi, tijdens de eerste speelronde van het seizoen 2015/16. Uit bij UC Sampdoria trof hij in de 38ste minuut doel, nadat de thuisploeg dat al vijf keer had gedaan. Lazzari miste in de blessuretijd vanaf de penaltystip een kans op zijn tweede doelpunt. Sampdoria won de wedstrijd met 5-2. Van de volgende vijf competitiewedstrijden, verloor Carpi er drie en speelde het er twee gelijk. Het eerste gelijkspel was een 2-2 op 13 september 2015 uit bij US Palermo en leverde de club het eerste punt in de Serie A ooit op. De eerste overwinning op het hoogste niveau volgde op 3 oktober 2015, een 2-1-overwinning thuis tegen Torino in speelronde zeven. De club wist zich echter niet te handhaven. Carpi eindigde als achttiende in de Serie A, en degradeerde daardoor naar de Serie B.

## Eindklasseringen
| Seizoen | Competitie                          | Niveau | Eindstand | Coppa Italia | Opmerking                                                                  |
| ------- | ----------------------------------- | ------ | --------- | ------------ | -------------------------------------------------------------------------- |
| 2000/01 | Eccellenza Emilia-Romagna Girone B  | VI     | 12        | --           |                                                                            |
| 2001/02 | Eccellenza Emilia-Romagna Girone A  | VI     | 2         | --           | 2e ronde promotieserie > Sacilese (3-1)                                    |
| 2002/03 | Serie D Girone D                    | V      | 11        | --           |                                                                            |
| 2003/04 | Serie D Girone D                    | V      | 11        | --           |                                                                            |
| 2004/05 | Serie D Girone D                    | V      | 12        | --           |                                                                            |
| 2005/06 | Serie D Girone C                    | V      | 8         | --           |                                                                            |
| 2006/07 | Serie D Girone D                    | V      | 4         | --           | Finale regionale promotieserie > Castellarano (0-5)                        |
| 2007/08 | Serie D Girone D                    | V      | 4         | --           | halve finale regionale promotieserie                                       |
| 2008/09 | Serie D Girone D                    | V      | 10        | --           |                                                                            |
| 2009/10 | Serie D Girone D                    | V      | 2         | --           | halve finale interregionale promotieserie, toch promotie vanwege opvulling |
| 2010/11 | Lega Pro Seconda Divisione Girone B | IV     | 1         | 1e ronde     |                                                                            |
| 2011/12 | Lega Pro Prima Divisione Girone A   | III    | 3         | 2e ronde     | Finale promotieserie > Pro Vercelli (1-3)                                  |
| 2012/13 | Lega Pro Prima Divisione Girone A   | III    | 3         | 3e ronde     | Winnaar promotieserie > US Lecce (2-1)                                     |
| 2013/14 | Serie B                             | II     | 12        | 2e ronde     |                                                                            |
| 2014/15 | Serie B                             | II     | 1         | 2e ronde     |                                                                            |
| 2015/16 | Serie A                             | I      | 18        | kwartfinale  |                                                                            |
| 2016/17 | Serie B                             | II     | 7         | 3e ronde     | Finale promotieserie > Benevento Calcio (0-1)                              |
| 2017/18 | Serie B                             | II     | 11        | 4e ronde     |                                                                            |
| 2018/19 | Serie B                             | II     | 19        | 2e ronde     |                                                                            |
| 2019/20 | Serie C Girone B                    | III    | 3         | 3e ronde     | kwartfinale promotieserie                                                  |
| 2020/21 | Serie C Girone B                    | III    | 15        | 1e ronde     |                                                                            |

## Bekende (oud-)spelers
- Salvatore Bagni
- Ivan Kelava
- Salvatore Lanna
- Marco Materazzi
- Jonathan De Guzman

## Trainer-coaches
| Van        | Tot        | Naam             | Duels | W | G | V |
| ---------- | ---------- | ---------------- | ----- | - | - | - |
| 11.07.2019 |            | Giancarlo Riolfo |       |   |   |   |
| 18.09.2018 | 30.06.2019 | Fabrizio Castori |       |   |   |   |
| 22.05.2018 | 18.09.2018 | Marcello Chezzi  |       |   |   |   |
| 28.07.2017 | 22.05.2018 | Antonio Calabro  |       |   |   |   |
| 03.11.2015 | 30.06.2017 | Fabrizio Castori |       |   |   |   |
| 29.09.2015 | 02.11.2015 | Giuseppe Sannino |       |   |   |   |
| 01.07.2014 | 27.09.2015 | Fabrizio Castori |       |   |   |   |
| 17.03.2014 | 30.06.2014 | Giuseppe Pillon  |       |   |   |   |
| 01.07.2013 | 16.03.2014 | Stefano Vecchi   |       |   |   |   |
| 01.02.2013 | 30.06.2013 | Fabio Brini      |       |   |   |   |
| 01.07.2012 | 01.02.2013 | Daniele Tacchini |       |   |   |   |
| 01.07.1997 | 30.06.1998 | Walter de Vecchi |       |   |   |   |
| 01.07.1996 | 30.06.1997 | Luigi De Canio   |       |   |   |   |